# Camponotus borellii
Camponotus borellii är en myrart som beskrevs av Carlo Emery 1894. Camponotus borellii ingår i släktet hästmyror, och familjen myror.

## Underarter
Arten delas in i följande underarter:
- C. b. borellii
- C. b. saltensis

## Bildgalleri

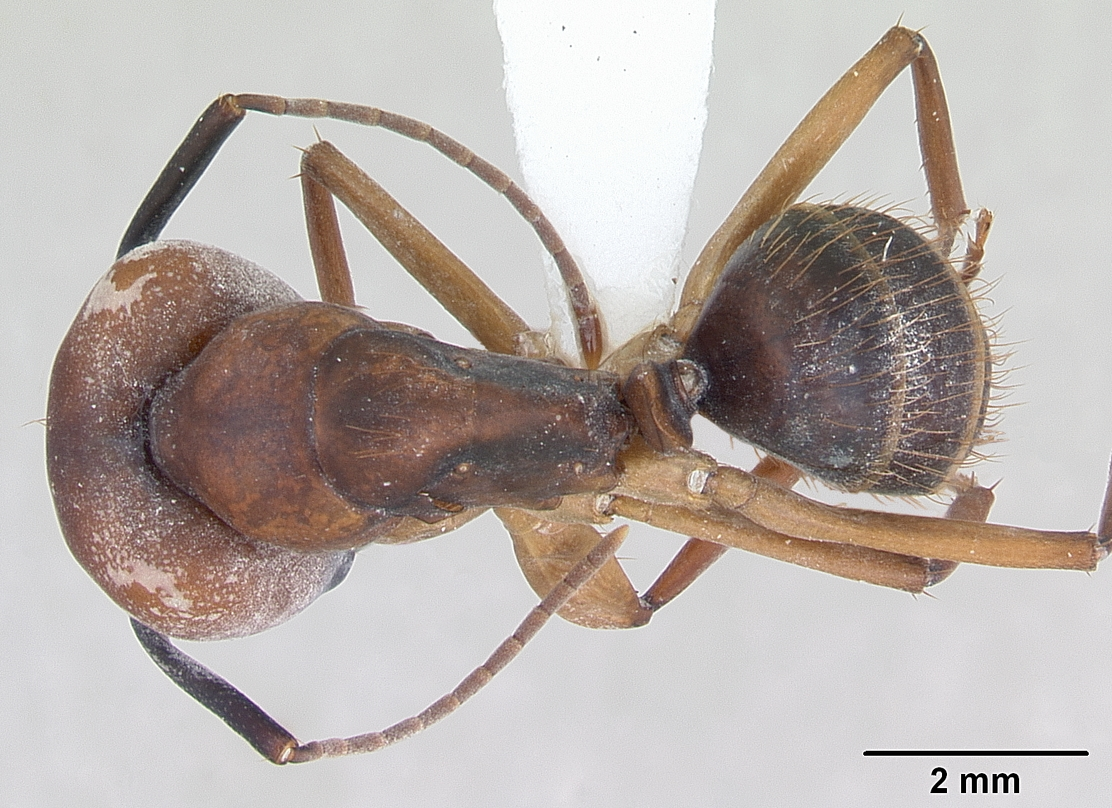
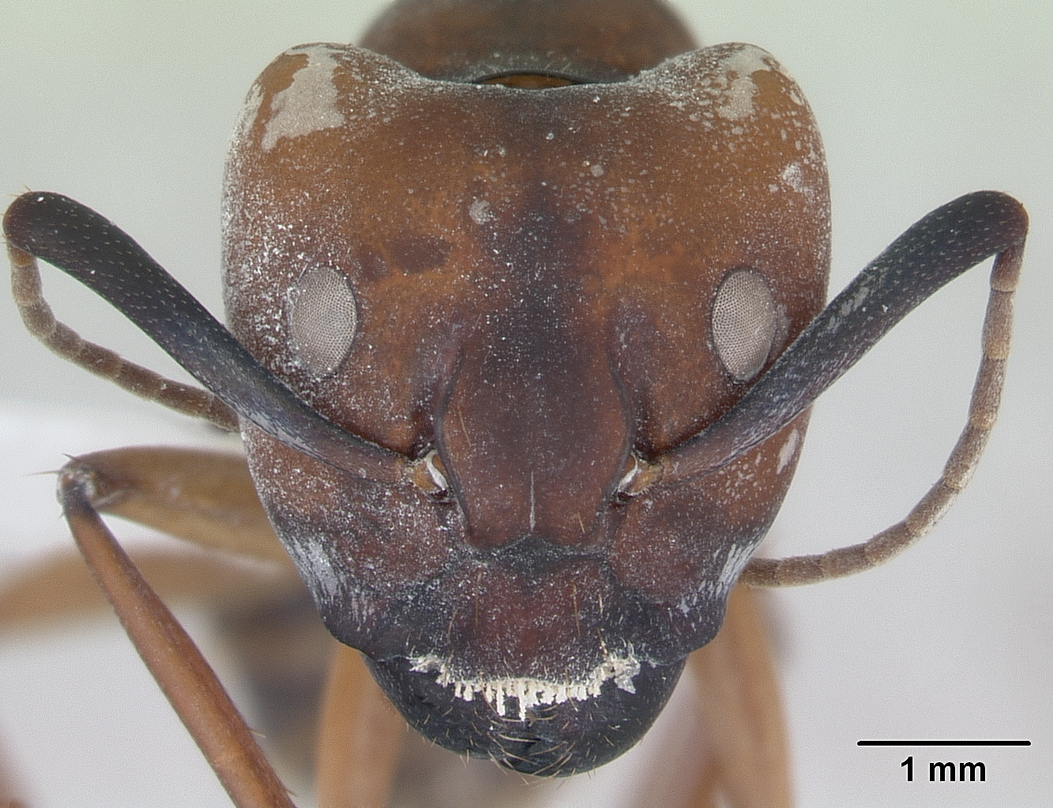
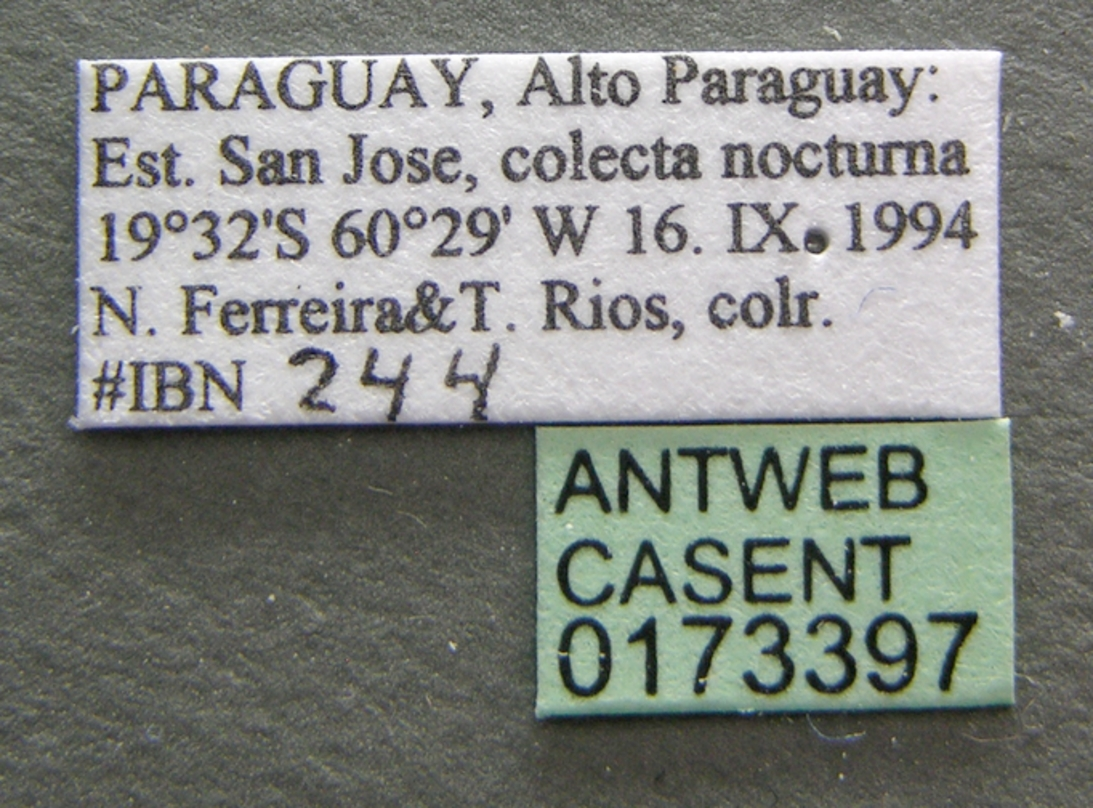
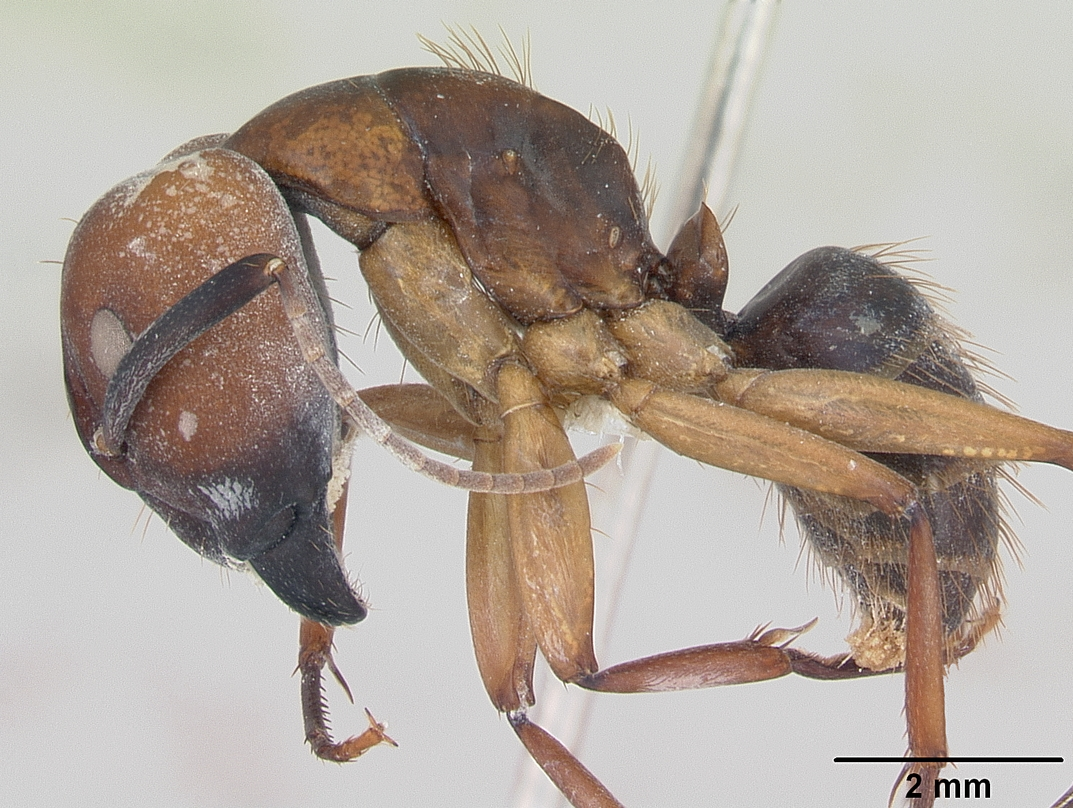